# Sorbonne

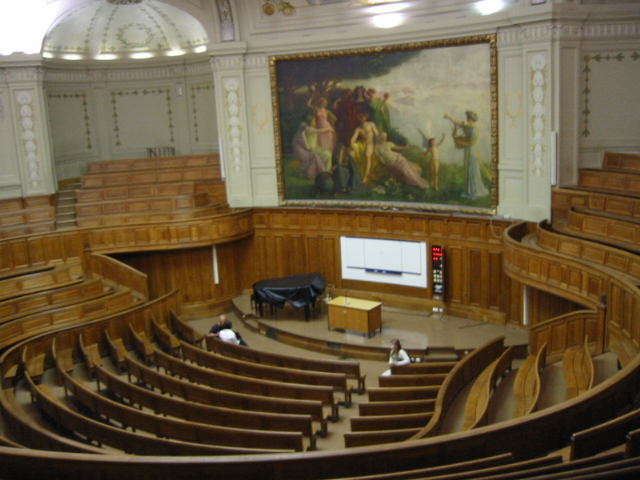
Hörsaal Amphithéâtre Richelieu an der Sorbonne

Die Sorbonne ist ein Gebäude im Pariser Quartier Latin. Der Begriff Sorbonne leitet sich von dem 1257 durch Robert von Sorbon gegründeten Kolleg ab. Das Collège de la Sorbonne bildete das Zentrum der alten Pariser Universität und wurde so im allgemeinen Sprachgebrauch zu einem Synonym für die alte (bis 1793) und später auch für die neue Pariser Universität (1896–1971).
Gegenwärtig teilen sich den Namen und den zentralen Gebäudekomplex im 5. Arrondissement drei der insgesamt dreizehn aus der Universitätsreform von 1970/71 hervorgegangenen Pariser Universitäten: Paris I Panthéon-Sorbonne, Paris III Sorbonne Nouvelle und Sorbonne Université (vormals Paris IV). Das Gebäude der Sorbonne beherbergt außerdem Teile der Universität Paris V Descartes und der École pratique des hautes études, die École nationale des chartes und das gemeinsame Rektorat (Chancellerie).

## Lage

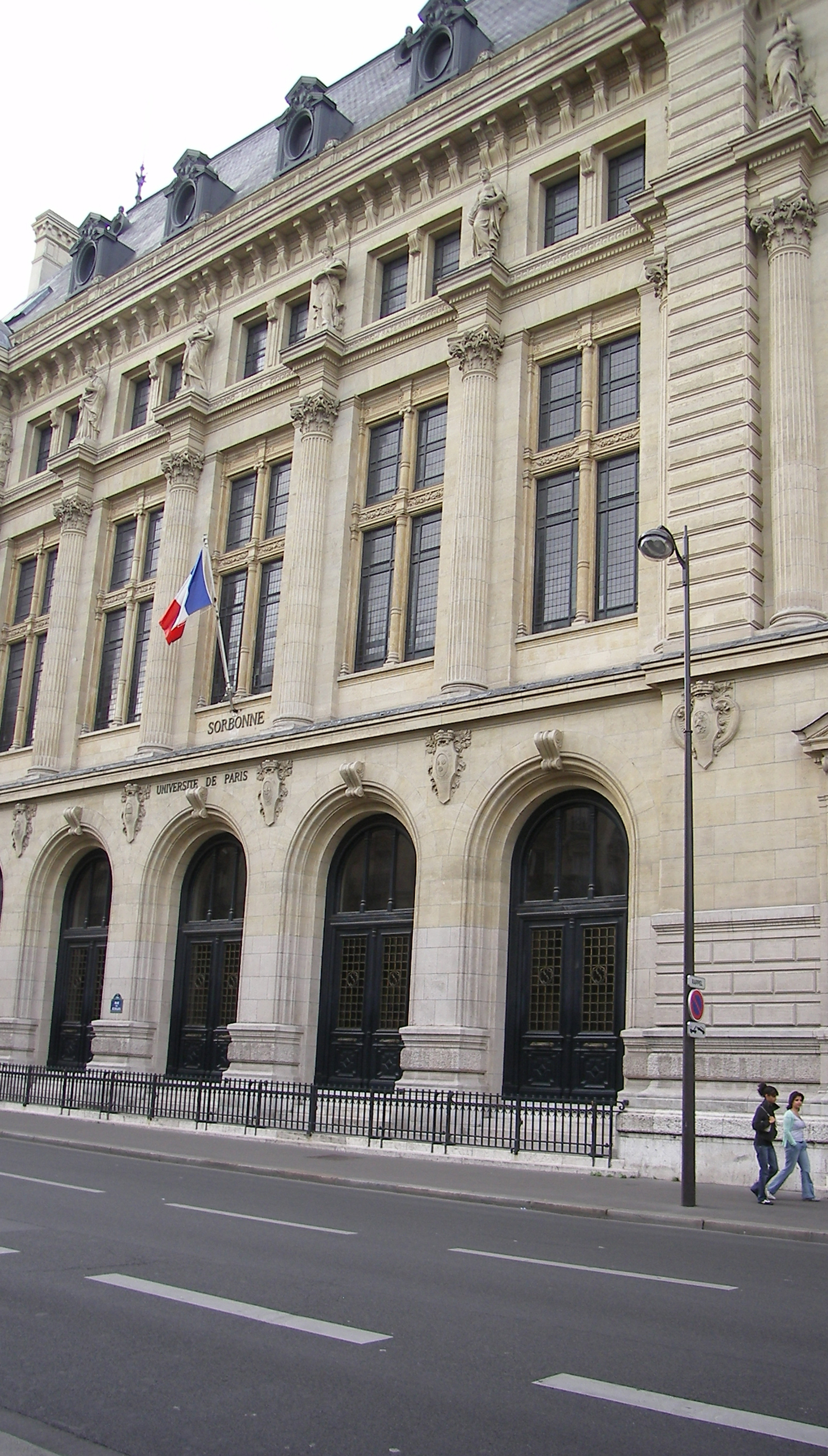
Sorbonne, gesehen von der Rue des Écoles

Die Sorbonne liegt auf der Rive Gauche, dem linken Seineufer, an den Hängen des Hügels Montagne Sainte-Geneviève im 5. Arrondissement. Sie bildet den Mittelpunkt des Studentenviertels Quartier Latin. Der Haupteingang liegt in der Rue Victor Cousin, Nebeneingänge sind in der Rue Cujas und der Rue Saint-Jacques. Der Eingang zum Rektorat befindet sich in der Rue des Écoles.

## Geschichtlicher Überblick

### Mittelalter und Neuzeit
Die Gründung der Sorbonne als Kolleg der Pariser Universität wird auf Robert von Sorbon (1201–1274), den Hofkaplan König Ludwigs des Heiligen, zurückgeführt, eine Universität existierte jedoch bereits um 1200. Die Bestätigungsbulle wurde 1268 von Papst Clemens IV. besiegelt. Ursprünglich eine Stiftung für mittellose Theologiestudenten, erlangte die Sorbonne (wie die Einrichtung erst im 14. Jahrhundert genannt wurde) dank der berühmten Professoren, die an ihr lehrten, und ihres vergleichsweise reichen Stiftungsvermögens immer größeres Ansehen. Zu Beginn des 14. Jahrhunderts unterstützte die Sorbonne König Philipp IV. bei seinen Prozessen gegen den Templerorden.
Die theologische Fakultät der Pariser Universität tagte regelmäßig in der Sorbonne, so dass es spätestens Ende des 15. Jahrhunderts üblich wurde, die Fakultät selbst als Sorbonne zu bezeichnen. Mit diesem Namen sind viele Entscheidungen verbunden, die für die Gestalt des Katholizismus vom Mittelalter bis zur Neuzeit  nicht nur in Frankreich prägend waren.
Spätestens um 1500 jedoch entwickelte die Sorbonne die Tendenz, sich neuen Entwicklungen zu verschließen, etwa dem zu dieser Zeit von Italien ausstrahlenden Humanismus. Später versuchte sie vergeblich, den Machtzuwachs des Papstes und die Einführung des Jesuitenordens in Frankreich (1562) zu verhindern und wurde zur Vorkämpferin des Gallikanismus, das heißt einer Art französischer Nationalkirche. Auch ihr erbitterter Kampf gegen den Jansenismus marginalisierte sie weiter und kostete sie viele Sympathien, besonders in adeligen und großbürgerlichen Beamtenkreisen. Vollends verlor sie ihre Autorität, als sie sich im 18. Jahrhundert in den Kampf gegen die Aufklärung einließ und dabei zunehmend in den Ruf von Intoleranz und Obskurantismus geriet.
Vom 13. bis 15. Jahrhundert fanden die Versammlungen der Universität in der Kirche Saint-Julien-le-Pauvre statt, wo auch die Rektoren gewählt wurden.

### Erster Universitätsstreik
Im Mittelalter galten die Studenten in der Pariser Bevölkerung als turbulente Subjekte, die die Tavernen und Bordelle bevölkerten. Im Jahr 1229 sorgte ein studentisches Trinkgelage für den ersten Universitätsstreik der europäischen Geschichte – mit weitreichenden Folgen. Während der Karnevalszeit brachen einige Studenten in einem Wirtshaus eine Schlägerei vom Zaun. Die Soldaten des Stadtvogts, die schon lange darauf gewartet hatten, den Studenten ihre Arroganz auszuprügeln, stürmten das Quartier Latin und eröffneten die Jagd. Hierbei wurden auch zwei anerkannte Magister Opfer ihres Wütens. Die Lehrenden der Sorbonne sahen darin einen Angriff auf die Universität insgesamt und riefen einen Vorlesungsstreik aus. Da die Stadt sich weigerte, den Opfern eine angemessene Entschädigung zu zahlen, blieb die Universität geschlossen. Viele Dozenten wanderten ab in andere französische Städte oder nach England, wo sie sich an der Universität Oxford niederließen. Der Vorlesungsstreik dauerte drei Jahre; bis Papst Gregor IX., selbst ein ehemaliger Pariser Student, am 13. April 1231 die Bulle Parens scientiarum herausgab, in der er die Universität als Mutter der Wissenschaften mit verschiedenen Privilegien ausstattete, um einer Gängelung der Studenten vorzubeugen. Die Sorbonne nahm erst 1232 ihre Arbeit wieder auf, als der junge König Ludwig IX. ihr weitreichende Privilegien und Unabhängigkeit garantierte.

### Auflösung und Wiedergründung
Zu Beginn der Französischen Revolution wurden ihre ausgedehnten, prächtigen Gebäude (die von 1635 bis 1653 unter Kardinal Richelieu und Kardinal Mazarin neu errichtet worden waren) als Nationalgut eingezogen. 1808 wurden sie der zentralistisch neustrukturierten napoleonischen Bildungskörperschaft übereignet, der „université impériale“ (einer alle Bildungsanstalten Frankreichs steuernden staatlichen Organisation, die nichts mit Universitäten im heutigen Sinne gemein hat). Erst während der Dritten Republik unter Félix Faure wurde 1896 die nouvelle Université de Paris wieder eingerichtet; in diesen Jahren entstanden auch die heutigen Universitätsgebäude.

### 1968 und 2006

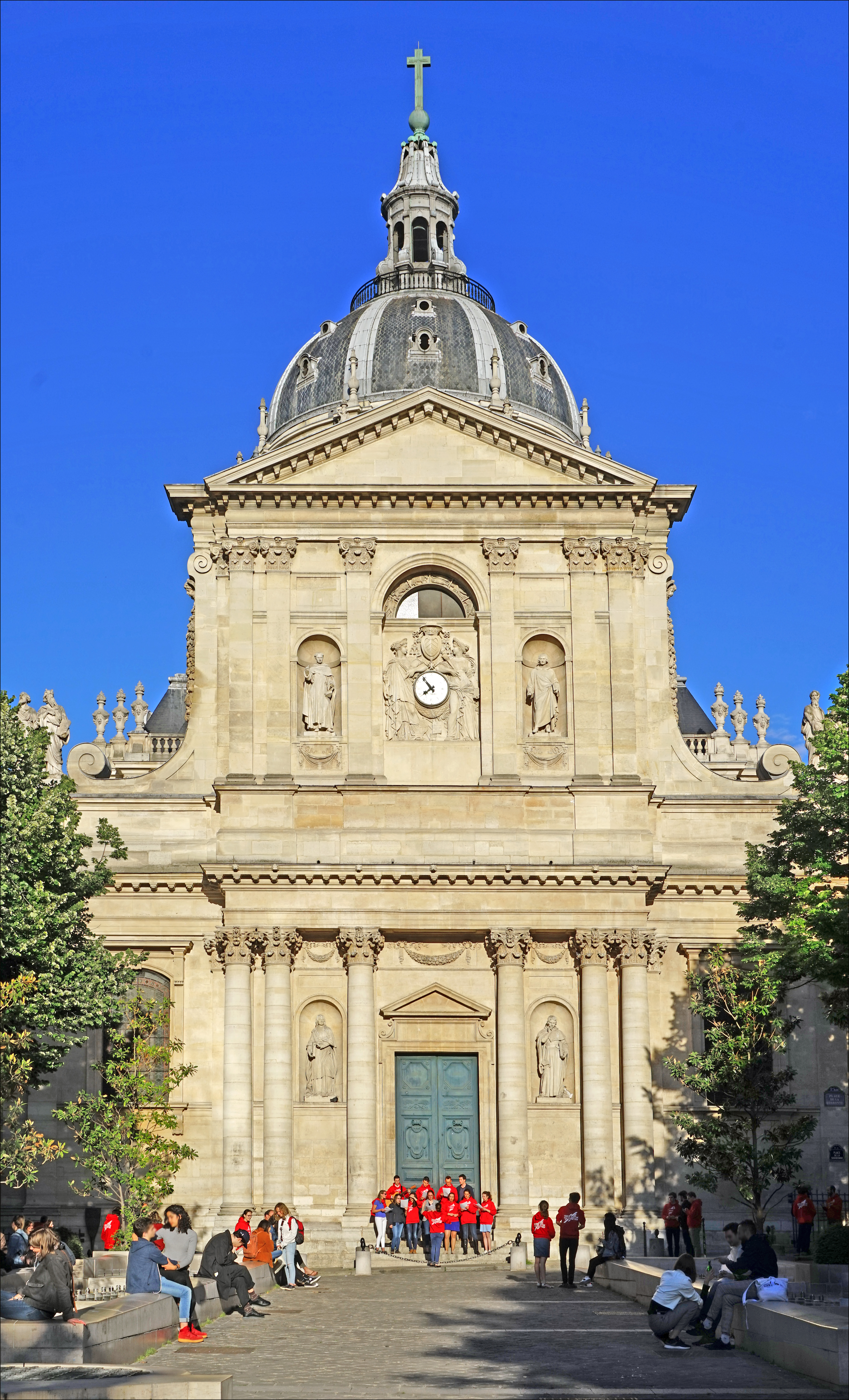
Universitätskapelle Sainte-Ursule

Im Mai 1968 stand die zeitweise besetzte Universität im Mittelpunkt der Studentenbewegung. Die damalige Studentenrevolution sorgte dafür, dass sich die Sorbonne in einem höheren Maße änderte als jemals zuvor. Sie wurde aufgeteilt in 12 unterschiedliche und eigenständige Universitäten. Die Sorbonne existiert also nicht mehr in der vorher beschriebenen Form, lediglich ihr Gebäude aus dem 19. Jahrhundert beherbergt jetzt drei hauptstädtische Universitäten: Paris I, Paris III und Paris IV.
Im Frühjahr 2006 wurde die Sorbonne wieder von Studenten aus Protest gegen die Lockerung des Kündigungsschutzes für Personen unter 26 Jahren (Contrat première embauche) besetzt. Die Besetzung wurde auf Wunsch des Rektors in der Nacht auf den 11. März 2006 von der Polizei beendet. In der Nacht zum 15. März kam es nach einem Marsch auf die Sorbonne zu erneuten gewaltsamen Ausschreitungen, bei denen mindestens neun Demonstranten festgenommen und mindestens neun Beamte verletzt wurden. In der Nacht zum 17. März weiteten sich die Proteste noch aus. 40 Polizisten wurden verletzt, über 180 Protestierende festgenommen.

## Berühmte Absolventen
- Lotario dei Conti di Segni (1160/1161–1216), bedeutender Kirchenrechtler und Papst
- Albertus Magnus (um 1200–1280), deutscher Gelehrter und Bischof
- Bonaventura (1221–1274 in Lyon), katholischer Kirchenlehrer, Generalminister der Franziskaner und Kardinal
- Thomas von Aquin (um 1225–1274), katholischer Kirchenlehrer
- Siger von Brabant (um 1235–1284), (Averroistenstreit mit Thomas von Aquin)
- Meister Eckhart (um 1260–1328), spätmittelalterlicher Theologe
- Vojtěch Raňkův z Ježova (um 1320–1388), tschechischer Theologe und Philosoph
- Jacques Lefèvre d’Étaples (um 1450–1536), französischer Reformhumanist und Bibelübersetzer
- Pedro de Lerma (um 1461–1541), erster Kanzler der Universität Alcalá
- Ignatius von Loyola (1491–1556), Ordensgründer der Societas Jesu
- Johannes Calvin (1509–1564), französischer Reformator, Begründer des Calvinismus
- Denis Diderot (1713–1784), französischer Enzyklopädist, Philosoph, Autor und Aufklärer
- Alfred Binet (1857–1911), französischer Arzt und Pädagoge, Begründer der Psychometrie
- Saionji Kimmochi (1849–1940), japanischer Premierminister
- Pierre Curie (1859–1906), französischer Physiker, Nobelpreis für Physik (1903)
- Pierre Janet (1859–1947), französischer Philosoph
- Marie Curie (1867–1934), polnisch-französische Wissenschaftlerin, Nobelpreis für Physik (1903) und für Chemie (1911)
- Hasan Tahsin (1888–1919), türkischer Nationalheld
- Oka Kiyoshi (1901–1978), japanischer Mathematiker
- Emmanuel Mounier (1905–1950), französischer Philosoph, Gründer der Zeitschrift Esprit, Hauptvertreter des französischen Personalismus
- Jan Patočka (1907–1977), tschechischer Philosoph
- Simone de Beauvoir (1908–1986), französische Schriftstellerin und Feministin
- Claude Lévi-Strauss (1908–2009), französischer Ethnologe und Anthropologe
- Yvette Cauchois (1908–1999), französische Physikerin, Henri Becquerel Preis (1935)
- Michel Aflaq (1910–1989), panarabischer Sozialist
- Hachemi Baccouche (1916–2008), tunesischer Soziologe und Schriftsteller
- Peter Scholl-Latour (1924–2014), deutsch-französischer Journalist und Publizist
- Gilles Deleuze (1925–1995), französischer Philosoph
- Michel Foucault (1926–1984), französischer Philosoph, Psychologe, Historiker, Soziologe und Begründer der Diskursanalyse
- Luigi Colani (1928–2019), deutscher Industriedesigner
- William Klein (1928–2022), französisch-US-amerikanischer Fotograf, unter anderem „New York“
- Françoise Sagan (1935–2004), französische Schriftstellerin
- Elizabeth Teissier (* 1938), schweizerisch-französische Astrologin